# ウィズアウト・グラヴィティ
ウィズアウト・グラヴィティ (Without Gravity) は、アイスランド出身のカントリー・ロックミュージック・バンドである。
活動期間は、2003年から2008年。カール・ヘンリー、愛称ケイリーのメローなヴォーカルとスティール・ギターをフィーチャーしたアコースティックなカントリー・ロック・サウンドが特徴であった。

## 来歴
アイスランド・レイキャビック出身のいわゆるカントリー・ロック系バンド。
2003年にアイスランドで結成。レイキャビックのレコード会社、スメックレイサ・レーベルとも契約、ツアーを含む音楽活動をしていたらしいが、詳細に関しては不明。
アイスランドでの結成当初のバンド名はTenderfoot（テンダー・フット：「新参者」という意味）として活動していたが、UKレコード会社からのデビューを前にバンド名の調査したところ既に同名バンドがあったので、混乱を避けるため、アルバム・タイトルとして考えられていた（ウィズアウト・グラヴィティ)と入替えたらしい。デビューアルバムの1曲目のビューティフル・ボーイはボーカルのカール・ヘンリーの息子について歌ったという説がある。カール・ヘンリーは、別名のKalli（ケイリー）としてソロ活動を行っている。

### アルバム
Tenderfoot: 

1 Beautiful Son 	4:51
		
2 Country　	3:49
		
3 Without Gravity 	5:59
		
4 Blue Bird 	2:37
		
5 Waterfall 	6:04
		
6 Moving on Backwards 	3:43
		
7 Cloud In Your Sky 	3:41
		
8 Teardrops 	4:45
		
9 Wolf River	3:28
		
10 Been Let Down　 6:55

Record Label:

One Little Indian